# Anisocentropus muricatus
Anisocentropus muricatus är en nattsländeart som beskrevs av Arturs Neboiss 1980. Anisocentropus muricatus ingår i släktet Anisocentropus och familjen Calamoceratidae. Inga underarter finns listade i Catalogue of Life.